# Lucija
Lucija (en italiano: Lucia) es una localidad eslovena perteneciente a la región de Litoral-Karst, dentro del municipio de Piran.

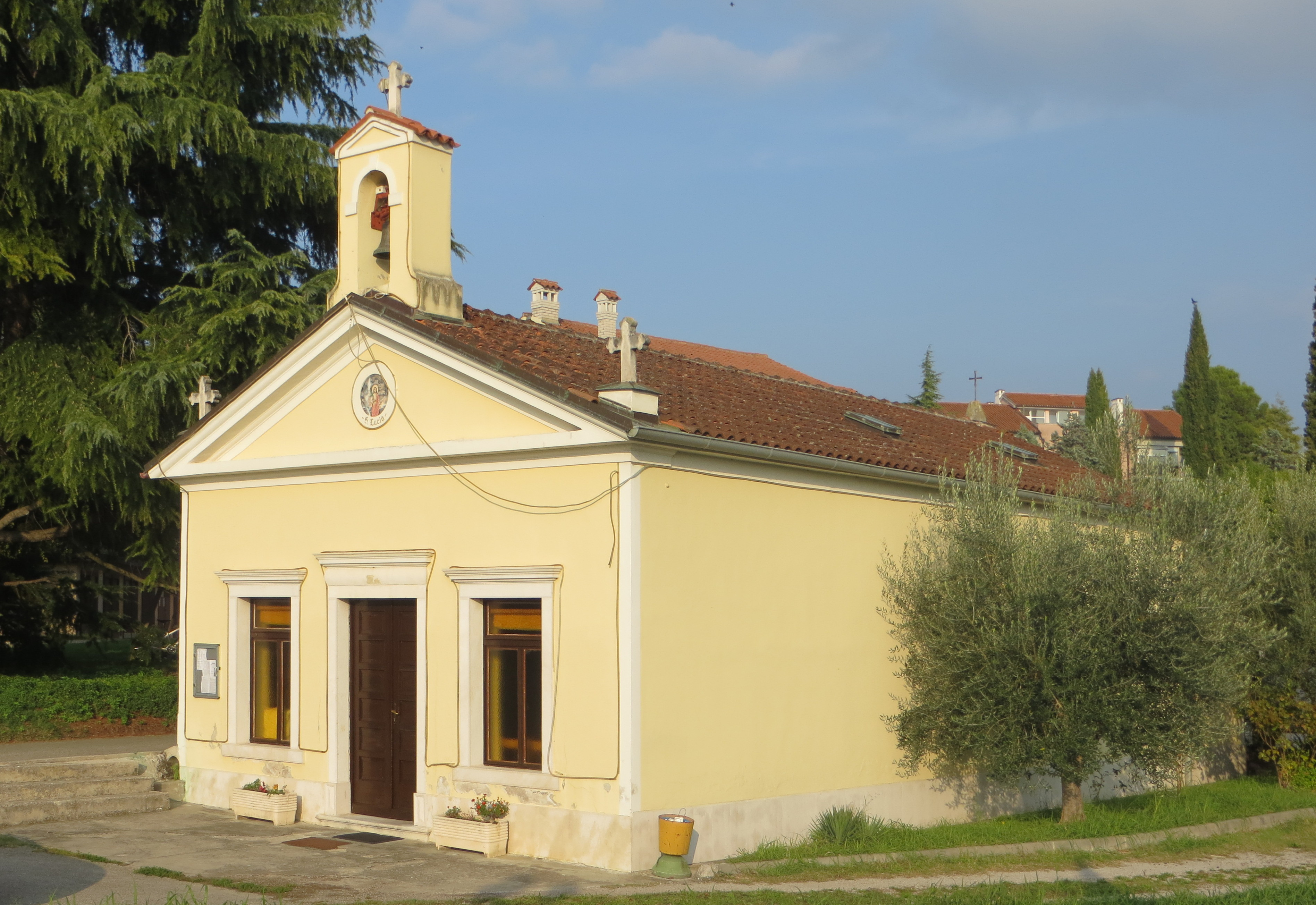
Iglesia de Santa Lucía

Con una población superior a los 6000 habitantes, es la mayor localidad de Eslovenia que no tiene municipio propio.
El nombre de la localidad está relacionado con santa Lucía, que es la patrona de la localidad.
También tiene gran importancia el puerto deportivo de la localidad, ya que alberga una exhibición náutica internacional cada año.